# Oscarverleihung 1960
Übersicht aller ausgezeichneten Filme

◄◄ | ◄ | 1956 | 1957 | 1958 | 1959 | Oscarverleihung 1960 | 1961 | 1962 | 1963 | 1964 | ► | ►►

Weitere Ereignisse
| Film                               | N  | A  |
| ---------------------------------- | -- | -- |
| Ben Hur                            | 12 | 11 |
| Geschichte einer Nonne             | 8  | 0  |
| Das Tagebuch der Anne Frank        | 8  | 3  |
| Anatomie eines Mordes              | 7  | 0  |
| Manche mögen’s heiß                | 6  | 1  |
| Der Weg nach Oben                  | 6  | 2  |
| Bettgeflüster                      | 5  | 1  |
| Fünf Pennies                       | 4  | 0  |
| Porgy und Bess                     | 4  | 1  |
| Der Fischer von Galiläa            | 3  | 0  |
| Der Mann aus Philadelphia          | 3  | 0  |
| Plötzlich im letzten Sommer        | 3  | 0  |
| Die Reise zum Mittelpunkt der Erde | 3  | 0  |
| Der unsichtbare Dritte             | 3  | 0  |
| Viele sind berufen                 | 3  | 0  |
| Alle meine Träume                  | 2  | 0  |
| Das letzte Ufer                    | 2  | 0  |
| Solange es Menschen gibt           | 2  | 0  |
| Der Zorn des Gerechten             | 2  | 0  |

Die Oscarverleihung 1960 fand am 4. April 1960 im RKO Pantages Theatre in Los Angeles statt. Es waren die 32nd Annual Academy Awards. Im Jahr der Auszeichnung werden immer Filme des vergangenen Jahres ausgezeichnet, in diesem Fall also die Filme des Jahres 1959.

## Moderation
- Bob Hope

## Gewinner und Nominierungen

### Bester Film
präsentiert von Gary Cooper
Ben Hur – Sam Zimbalist
Anatomie eines Mordes (Anatomy of a Murder) – Otto Preminger
Geschichte einer Nonne (The Nun’s Story) – Henry Blanke
Das Tagebuch der Anne Frank (The Diary of Anne Frank) – George Stevens
Der Weg nach oben (Room at the Top) – James Woolf, John Woolf

### Beste Regie
präsentiert von John Wayne
William Wyler – Ben Hur
Jack Clayton – Der Weg nach oben (Room at the Top)
George Stevens – Das Tagebuch der Anne Frank (The Diary of Anne Frank)
Billy Wilder – Manche mögen’s heiß (Some Like It Hot)
Fred Zinnemann – Geschichte einer Nonne (The Nun’s Story)

### Bester Hauptdarsteller
präsentiert von Susan Hayward
Charlton Heston – Ben Hur
Laurence Harvey – Der Weg nach oben (Room at the Top)
Jack Lemmon – Manche mögen’s heiß (Some Like It Hot)
Paul Muni – Der Zorn des Gerechten (The Last Angry Man)
James Stewart – Anatomie eines Mordes (Anatomy of a Murder)

### Beste Hauptdarstellerin
präsentiert von Rock Hudson
Simone Signoret – Der Weg nach oben (Room at the Top)
Doris Day – Bettgeflüster (Pillow Talk)
Audrey Hepburn – Geschichte einer Nonne (The Nun's Story)
Katharine Hepburn – Plötzlich im letzten Sommer (Suddenly, Last Summer)
Elizabeth Taylor – Plötzlich im letzten Sommer (Suddenly, Last Summer)

### Bester Nebendarsteller
präsentiert von Olivia de Havilland
Hugh Griffith – Ben Hur
Arthur O’Connell – Anatomie eines Mordes (Anatomy of a Murder)
George C. Scott – Anatomie eines Mordes (Anatomy of a Murder)
Robert Vaughn – Der Mann aus Philadelphia (The Young Philadelphians)
Ed Wynn – Das Tagebuch der Anne Frank (The Diary of Anne Frank)

### Beste Nebendarstellerin
präsentiert von Edmond O’Brien
Shelley Winters – Das Tagebuch der Anne Frank (The Diary of Anne Frank)
Hermione Baddeley – Der Weg nach oben (Room at the Top)
Susan Kohner – Solange es Menschen gibt (Imitation of Life)
Juanita Moore – Solange es Menschen gibt (Imitation of Life)
Thelma Ritter – Bettgeflüster (Pillow Talk)

### Bestes Originaldrehbuch
präsentiert von Tony Curtis und Janet Leigh
Clarence Greene, Maurice Richlin, Russell Rouse, Stanley Shapiro – Bettgeflüster (Pillow Talk)
Ingmar Bergman – Wilde Erdbeeren (Smultronstället)
Paul King, Maurice Richlin, Stanley Shapiro, Joseph Stone – Unternehmen Petticoat (Operation Petticoat)
Ernest Lehman – Der unsichtbare Dritte (North by Northwest)
Marcel Moussy, François Truffaut – Sie küßten und sie schlugen ihn (Les Quatre cents coups)

### Bestes adaptiertes Drehbuch
präsentiert von Tony Curtis und Janet Leigh
Neil Paterson – Der Weg nach oben (Room at the Top)
Robert Anderson – Geschichte einer Nonne (The Nun’s Story)
I. A. L. Diamond, Billy Wilder – Manche mögen’s heiß (Some Like It Hot)
Wendell Mayes – Anatomie eines Mordes (Anatomy of a Murder)
Karl Tunberg – Ben Hur

### Beste Kamera (Farbe)
präsentiert von Edward Curtiss
Robert Surtees – Ben Hur
Daniel L. Fapp – Fünf Pennies (The Five Pennies)
Lee Garmes – Der Fischer von Galiläa (The Big Fisherman)
Franz Planer – Geschichte einer Nonne (The Nun’s Story)
Leon Shamroy – Porgy und Bess (Porgy and Bess)

### Beste Kamera (Schwarz-Weiß)
präsentiert von Edward Curtiss
William C. Mellor – Das Tagebuch der Anne Frank (The Diary of Anne Frank)
Charles Lang – Manche mögen’s heiß (Some Like It Hot)
Joseph LaShelle – Viele sind berufen (Career)
Sam Leavitt – Anatomie eines Mordes (Anatomy of a Murder)
Harry Stradling Sr. – Der Mann aus Philadelphia (The Young Philadelphians)

### Bestes Szenenbild (Farbe)
präsentiert von Richard Conte und Angie Dickinson
Edward C. Carfagno, William A. Horning, Hugh Hunt – Ben Hur
Franz Bachelin, Herman A. Blumenthal, Joseph Kish, Walter M. Scott, Lyle R. Wheeler – Die Reise zum Mittelpunkt der Erde (Journey to the Center of the Earth)
Robert F. Boyle, Henry Grace, William A. Horning, Frank R. McKelvy, Merrill Pye – Der unsichtbare Dritte (North by Northwest)
John DeCuir, Julia Heron – Der Fischer von Galiläa (The Big Fisherman)
Russell A. Gausman, Ruby R. Levitt, Richard H. Riedel – Bettgeflüster (Pillow Talk)

### Bestes Szenenbild (Schwarz-Weiß)
präsentiert von Richard Conte und Angie Dickinson
George W. Davis, Stuart A. Reiss, Walter M. Scott, Lyle R. Wheeler – Das Tagebuch der Anne Frank (The Diary of Anne Frank)
Carl Anderson, William Kiernan – Der Zorn des Gerechten (The Last Angry Man)
Edward G. Boyle, Ted Haworth – Manche mögen’s heiß (Some Like It Hot)
Sam Comer, Arthur Krams, Hal Pereira, Walter H. Tyler – Viele sind berufen (Career)
William Kellner, Oliver Messel, Scott Slimon – Plötzlich im letzten Sommer (Suddenly, Last Summer)

### Bestes Kostümdesign (Farbe)
präsentiert von Arlene Dahl und Fernando Lamas
Elizabeth Haffenden – Ben Hur
Renié Conley – Der Fischer von Galiläa (The Big Fisherman)
Edith Head – Fünf Pennies (The Five Pennies)
Adele Palmer – Alle meine Träume (The Best of Everything)
Irene Sharaff – Porgy und Bess (Porgy and Bess)

### Bestes Kostümdesign (Schwarz-Weiß)
präsentiert von Arlene Dahl und Fernando Lamas
Orry-Kelly – Manche mögen’s heiß (Some Like It Hot)
Edith Head – Viele sind berufen (Career)
Charles Le Maire, Mary Wills – Das Tagebuch der Anne Frank (The Diary of Anne Frank)
Helen Rose – Die Nervensäge (The Gazebo)
Howard Shoup – Der Mann aus Philadelphia (The Young Philadelphians)

### Beste Filmmusik (Drama/Komödie)
präsentiert von Gene Kelly
Miklós Rózsa – Ben Hur
Frank De Vol – Bettgeflüster (Pillow Talk)
Ernest Gold – Das letzte Ufer (On the Beach)
Alfred Newman – Das Tagebuch der Anne Frank (The Diary of Anne Frank)
Franz Waxman – Geschichte einer Nonne (The Nun’s Story)

### Beste Filmmusik (Musical)
präsentiert von Gene Kelly
Ken Darby, André Previn – Porgy und Bess (Porgy and Bess)
George Bruns – Dornröschen (Sleeping Beauty)
Joseph J. Lilley, Nelson Riddle – Li’l Abner
Lionel Newman – Engel auf heißem Pflaster (Say One for Me)
Leith Stevens – Fünf Pennies (The Five Pennies)

### Bester Song
präsentiert von Gene Kelly
„High Hopes“ aus Eine Nummer zu groß (A Hole in the Head) – Sammy Cahn, Jimmy Van Heusen
„The Best of Everything“ aus Alle meine Träume (The Best of Everything) – Sammy Cahn, Alfred Newman
„The Five Pennies“ aus Fünf Pennies (The Five Pennies) – Sylvia Fine
„The Hanging Tree“ aus Der Galgenbaum (The Hanging Tree) – Mack David, Jerry Livingston
„Strange Are the Ways of Love“ aus Land ohne Gesetz (The Young Land) – Dimitri Tiomkin, Ned Washington

### Bester Schnitt
präsentiert von Barbara Rush
John D. Dunning, Ralph E. Winters – Ben Hur
Frederic Knudtson – Das letzte Ufer (On the Beach)
Louis R. Loeffler – Anatomie eines Mordes (Anatomy of a Murder)
Walter Thompson – Geschichte einer Nonne (The Nun’s Story)
George Tomasini – Der unsichtbare Dritte (North by Northwest)

### Bester Ton
präsentiert von Robert Wagner und Natalie Wood
Franklin Milton – Ben Hur
Carlton W. Faulkner – Die Reise zum Mittelpunkt der Erde (Journey to the Center of the Earth)
George Groves – Geschichte einer Nonne (The Nun's Story)
Gordon Sawyer – Porgy und Bess (Porgy and Bess)
A. W. Watkins – Die Nacht ist mein Feind (Libel)

### Beste Spezialeffekte
präsentiert von Haya Harareet
A. Arnold Gillespie, Milo B. Lory, Robert MacDonald – Ben Hur
L. B. Abbott, Carlton W. Faulkner, James B. Gordon – Die Reise zum Mittelpunkt der Erde (Journey to the Center of the Earth)

### Bester Cartoon
präsentiert von Hope Lange und Carl Reiner
Moonbird – John Hubley
Siesta Mexikana (Mexicali Shmoes) – Friz Freleng
Noah’s Ark – Walt Disney
The Violinist – Ernest Pintoff

### Bester Kurzfilm
präsentiert von Hope Lange und Carl Reiner
Histoire d’un poisson rouge – Jacques-Yves Cousteau
Between the Tides – Ian Ferguson
Geheimnisse der Tiefe (Mysteries of the Deep) – Walt Disney
Liebenswerte Leckerbissen (The Running Jumping & Standing Still Film) – Peter Sellers
Skyscraper – Shirley Clarke, Irving Jacoby, Willard Van Dyke

### Beste Dokumentation (Kurzfilm)
präsentiert von Mitzi Gaynor
Glas – Bert Haanstra
Donald in Mathmagic Land – Walt Disney
From Generation to Generation – Edward F. Cullen

### Beste Dokumentation
präsentiert von Mitzi Gaynor
Serengeti darf nicht sterben – Bernhard Grzimek
The Race for Space – David L. Wolper

### Bester fremdsprachiger Film
präsentiert von Eric Johnston
Orfeu Negro, Frankreich – Marcel Camus
Die Brücke, Deutschland – Bernhard Wicki
Das Dorf am Fluß (Dorp aan de Rivier), Niederlande – Fons Rademakers
Man nannte es den großen Krieg (La Grande guerra), Italien – Mario Monicelli
Pao aus dem Dschungel (Paw), Dänemark – Astrid Henning-Jensen

## Ehrenpreise

### Ehrenoscar
Lee De Forest
Buster Keaton

### Jean Hersholt Humanitarian Award
Bob Hope

### Scientific and Engineering Award
Douglas Shearer, Robert Gottschalk, Richard Moore
Wadsworth E. Pohl, William Evans, Werner Hopf, S. E. Howse, Thomas P. Dixon
Jack Alford, Henry Imus, Joseph Schmit, Paul W. Fassnacht, Al Lofquist
Howard S. Coleman, A. Francis Turner, Harold H. Schroeder, James R. Benford, Harold E. Rosenberger
Robert P. Gutterman

### Technical Achievement Award
Ub Iwerks
Edgar L. Stones, Glen Robinson, Winfield Hubbard, Luther Newman